# Hamish Lovemore
Hamish Lovemore (Umdloti, 19 de agosto de 1999) es un deportista sudafricano que compite en piragüismo en la modalidad de maratón.
Ganó una medalla de plata en el Campeonato Mundial de Piragüismo en Maratón de 2024, en la prueba de K1 en distancia corta. Además, consiguió dos medallas de plata en los Juegos Mundiales de 2025.

## Palmarés internacional
| \| Campeonato Mundial \| Campeonato Mundial \| Campeonato Mundial \| Campeonato Mundial \| \| Año \| Lugar \| Medalla \| Competición \| \| ------------------ \| ------------------ \| ------------------ \| ------------------ \| \| 2024 \| Metković (Croacia) \| Medalla de plata \| K1 (DC) \| |                    |                  |             |
| Campeonato Mundial |                    |                  |             |
| Año | Lugar              | Medalla          | Competición |
| 2024 | Metković (Croacia) | Medalla de plata | K1 (DC)     |